# Enramada de la murtra

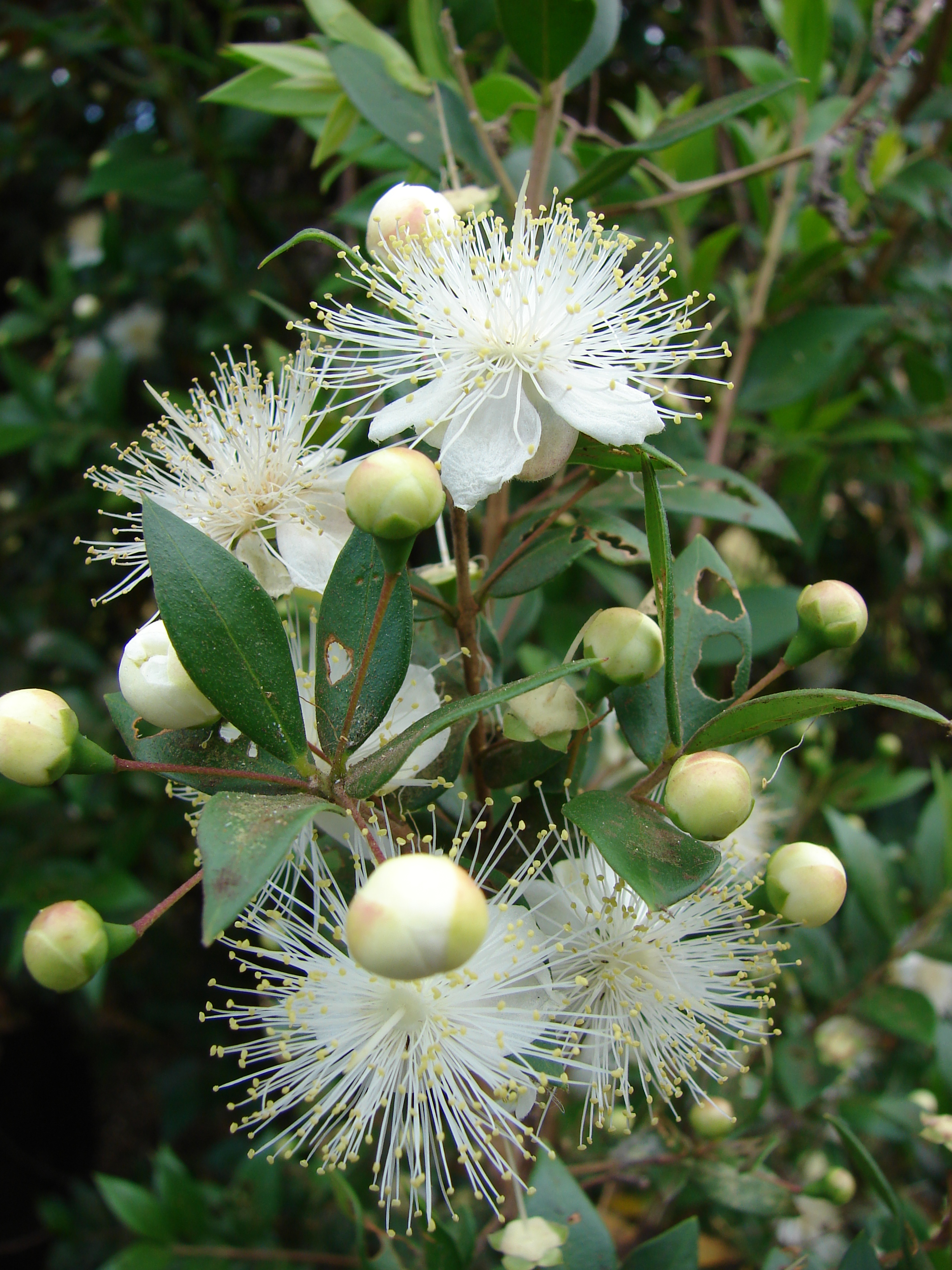
La murtra (Myrtus communis), florida

L'enramada o entrada de la murta és un dels actes populars propis de les processons valencianes, consistent en una desfilada de carros acompanyats de música, que es realitza quan tornen al poble la vespra de les festes carregats de murta i d'altres plantes aromàtiques per a les enramades.
Abans de les processons, la gent solia pujar a la muntanya a tallar la murta i se n'omplien alguns camions des dels quals, moments abans del començament de la processó, repartir la murta pels carrers.
El repartiment no només es feia per on passava la processó, sinó per molts dels carrers dels voltants. Era este un acte típic i tradicional que va desaparéixer quan la murta fon declarada espècie protegida, a pesar que la poda d'esta planta no provocava danys a les altres plantes, sinó tot el contrari, en tallar les parts de dalt solia créixer amb més força i amb menys malalties. A més, aprofitava per a revitalitzar els arbustos.

## Llocs on se celebra
- Corbera
- Alfafar
- Benetússer[5]
- Benicalap
- Burjassot
- Campanar (València)
- Gandia
- Xeraco[6]
- València[7]
- Mislata
- La Xerea
- Massanassa[8]
- El Puig
- Silla[9]
- El Real de Gandia